# Fort Buchanan (film)
Pour plus de détails, voir Fiche technique et Distribution.
Fort Buchanan est un film franco-tunisien réalisé par Benjamin Crotty et sorti en 2015.

## Fiche technique
- Titre : Fort Buchanan
- Réalisation : Benjamin Crotty
- Scénario : Benjamin Crotty
- Photographie : Michaël Capron
- Décors : Toma Baqueni
- Son : Olivier Claude
- Musique : Ragnar Arni Agustsson
- Production :  Les Films du Bal, Godolphin Films, My New Picture, Vent des Forêts
- Tournage : Meuse et Tunisie
- Pays :  France,  Tunisie
- Durée : 65 minutes
- Date de sortie : 3 juin 2015 (France)

## Distribution
- Andy Gillet : Roger Sherwood
- Iliana Zabeth : Roxy Sherwood
- David Baiot : Frank
- Mati Diop : Justine
- Luc Chessel : Trevor

## Sélections
- Festival Premiers Plans d'Angers 2015 (hors compétition, « Figures libres »)[1] ;
- Festival international du film de La Roche-sur-Yon 2014 (Prix Nouvelles Vagues)[2] ;
- Festival international du film de Locarno 2018[3].